# Allen C. Guelzo
 Allen Carl Guelzo (Yokohama, 2 de febrero de 1953) es un historiador estadounidense que se desempeña como investigador principal en el Consejo de Humanidades y director de la Iniciativa sobre Política y Estadística en el Programa James Madison de la Universidad de Princeton.
Rachel A. Shelden escribió que, durante dos décadas, Guelzo «ha estado a la vanguardia de los estudios de la era de la Guerra Civil. En particular, ha centrado sus esfuerzos analíticos en la vida y el legado de Abraham Lincoln, publicando libros que cubren los debates de Lincoln-Douglas, los orígenes de la Proclamación de Emancipación y el liderazgo presidencial de Lincoln, entre otros».

## Primeros años y educación
Guelzo nació en Yokohama, Japón,  hijo de un soldado del ejército estadounidense destinado en el país asiático durante la ocupación de Japón, aunque creció en Pensilvania. Sus primeros títulos fueron un Bachillerato Universitario (BS) en Estudios Bíblicos de la Universidad de Cairn y un Magíster de Divinidad (MDiv) del Seminario Episcopal Reformado, donde más tarde enseñó Historia de la Iglesia. Obtuvo una maestría y un doctorado en Historia de la Universidad de Pensilvania. Se unió al departamento de Historia de la Universidad del Este (St. Davids, Pensilvania) en 1991. Fue catedrático de Historia Americana Grace F. Kea en la Universidad del Este, donde también fue moderador del Senado de la Facultad (1996-98). De 1998 a 2004, se desempeñó como Decano del Templeton Honors College en dicha universidad. Se unió al departamento de Historia en el Gettysburg College en 2004. 

## Carrera

### Enfoque académico
La especialidad principal de Guelzo es la historia intelectual estadounidense, de 1750 a 1865. Su tesis doctoral, The Unanswered Question: Jonathan Edwards 'Freedom of the Will' in Early American Religious Philosophy, fue publicada en 1989 como Edwards On the Will: A Century of American Philosophical Debate, 1750-1850, por la editorial Wesleyan University Press, y ganó un Premio de la Asociación de Bibliotecas de América. En 1995, contribuyó con un volumen en la serie de libros de texto Historia de América de la editorial St. Martin's Press, con el título La crisis de la República Americana: una nueva historia de la guerra civil y la reconstrucción. 
Una de las primeras obras de Guelzo, Para la Unión de la Cristiandad Evangélica: La ironía de los episcopales reformados, 1873–1930, ganó el Premio Albert C. Outler en Historia ecuménica de la Iglesia de la Sociedad Estadounidense de Historia de la Iglesia en 1993. Comenzó a trabajar en 1996 en una biografía intelectual de Lincoln, Abraham Lincoln: Redeemer President (1999), que ganó el Premio Lincoln en 2000 y el Premio del Libro 2000 del Instituto Abraham Lincoln. Continuó con la Proclamación de Emancipación de Lincoln: El fin de la esclavitud en Estados Unidos (2004), que se convirtió en el primer dos veces ganador del Premio Lincoln (para 2005) y el Premio del Libro del Instituto Lincoln. Guelzo ganó su tercer Premio Lincoln por su libro Gettysburg: The Last Invasion (2013), publicada en español como Gettysburg (Madrid: Desperta Ferro, 2020), lo que lo convirtió en el primer ganador del premio en tres ocasiones.
Su interés en la guerra civil estadounidense estuvo parcialmente motivado por su abuela, que había asistido a las conferencias del Gran Ejército de la República cuando era niña.
Guelzo se diferencia notablemente de la mayoría de los estudiosos contemporáneos de la guerra civil estadounidense en que no está de acuerdo con la tesis de la «autoemancipación», que postula que los esclavos de los confederados se liberaron durante la guerra. En ese sentido, cita a los antiguos esclavos, quienes testificaron que Lincoln, específicamente su Proclamación de Emancipación, fue responsable de liberarlos. Además, Guelzo no considera que Lincoln haya sido un comandante militar competente durante su presidencia y no está de acuerdo con varias decisiones militares que tomó debido a que no eran sólidas.
Además de esos libros, ha producido ediciones de From Fort Henry to Corinth (1989) de Manning Ferguson Force y Life of Abraham Lincoln (1998) de Josiah Gilbert Holland, así como coeditado un volumen de ensayos sobre Jonathan Edwards, Edwards In Our Time: Jonathan Edwards y The Shaping of American Religion (con Sang Hyun Lee, 1999) y The New England Theology: From Jonathan Edwards to Edwards Amasa Park, an anthology of primary souces on the New England theology from 1750 to 1850, con Douglas R. Sweeney (2006). Sus últimos libros incluyen Lincoln and Douglas: The Debates That Defined America (2008), que condujo a una aparición en «The Daily Show with Jon Stewart» de Comedy Central el 27 de febrero de 2008; Abraham Lincoln como hombre de ideas (2009), colección de sus ensayos publicados anteriormente; y «Lincoln» (2009), un volumen de la serie Very Short Introduction de Oxford University Press. 

### Crítica
Matthew Pinsker señala que Guelzo, con su formación religiosa, a menudo enfatiza temas religiosos que otros historiadores han descuidado. Guelzo argumenta que Lincoln defendió la causa de los derechos individuales en parte debido a su profundo fatalismo y a lo que Guelzo identifica como «una relación de por vida con el calvinismo de la vieja escuela».
Guelzo creó una controversia entre los historiadores más jóvenes de la Guerra Civil cuando Earl J. Hess informó que Guelzo creía que los blogs académicos eran «completamente negativos. Considero que bloguear es una pérdida perniciosa de tiempo académico».
Rachel Shelden ha señalado que la obra de Guelzo Fateful Lightning: A New History of the Civil War and Reconstruction (2012) está muy centrada en Lincoln. Afirma que la obra aporta pocas novedades y que mucho de su contenido se basa en historiografía pasada de moda. Dice además que Guelzo minimiza las recientes investigaciones en el frente interno, las preocupaciones ambientales y los asuntos médicos, y da solo una atención superficial a la experiencia de los negros o a las complejidades de la Reconstrucción.

### Afiliaciones
Guelzo ha sido miembro del Consejo Americano de Sociedades Científicas (1991–1992), investigador visitante en el Centro McNeil de Estudios Americanos Tempranos de la Universidad de Pensilvania (1992–1993), miembro del Centro Charles Warren para el Estudio de la Historia Estadounidense en la Universidad de Harvard (1994–1995), y miembro visitante del Departamento de Política de la Universidad de Princeton (2002–2003 y 2010–2011). Fue nombrado por el presidente George W. Bush para el Consejo Nacional de Humanidades en 2006. Es miembro de la junta de la Asociación Abraham Lincoln.

## Premios y distinciones
Guelzo recibió el Premio Guggenheim-Lehrman 2013 en Historia Militar por Gettysburg: The Last Invasion en una ceremonia de entrega de premios en celebrada en Nueva York el 17 de marzo de 2014.
Guelzo fue nombrado Laureado de la Academia Lincoln de Illinois y el Gobernador de Illinois le otorgó la Orden de Lincoln (el más alto reconocimiento del Estado) en 2009 como Laureado Bicentenario.
El capítulo de la Sociedad Nacional de Honor de Estudios Sociales Rho Kappa de la Escuela Secundaria del Condado de Boyd nombró el puesto de Presidente de Historia Allen C. Guelzo en honor de Guelzo en 2015.
Guelzo recibió el Premio Bradley 2018 por sus «contribuciones [que] han dado forma a importantes debates, pensamientos e investigaciones sobre uno de los períodos más críticos de la historia de Estados Unidos».

## Vida personal
Guelzo tiene dos hijas y un hijo que es oficial de carrera del ejército. 

## Publicaciones
- Guelzo, Allen C. (1989). Edwards on the Will: A Century of Theological Debate. Middletown, Conn: Wesleyan University Press. ISBN 978-0-8195-5193-1.
- Guelzo, Allen C. (1994). For the Union of Evangelical Christendom: The Irony of the Reformed Episcopalians. University Park: Pennsylvania State University Press. ISBN 978-0-271-01002-1.
- Guelzo, Allen C. (1995). The Crisis of the American Republic: A History of the Civil War and Reconstruction Era. New York: St. Martin's Press. ISBN 978-0-312-09515-4.
- Holland, J. (1998). Holland's Life of Abraham Lincoln. introduction by Allen C. Guelzo. Lincoln: University of Nebraska Press. ISBN 978-0-8032-7303-0.
- Guelzo, Allen C. «Defending Emancipation: Abraham Lincoln and the Conkling Letter, 1863», Civil War History (2002) 48#4 pp. 313–337
- Guelzo, Allen C. (2003). Abraham Lincoln: Redeemer President (Library of Religious Biography). Wm. B. Eerdmans Publishing Company. ISBN 978-0-8028-4293-0.
- Guelzo, Allen C. (2004). Lincoln's Emancipation Proclamation: The End of Slavery in America. New York: Simon & Schuster. ISBN 978-0-7432-2182-5.
- Guelzo, Allen C.; Sweeney, Douglas A. (2006). The New England Theology: From Jonathan Edwards to Edwards Amasa Park. Grand Rapids, Mich: Baker Academic. ISBN 978-0-8010-2709-3.
- Guelzo, Allen C. (2008). Lincoln and Douglas: The Debates That Defined America. New York: Simon & Schuster. ISBN 978-0-7432-7320-6.
- Lind, Michael; Guelzo, Allen C. (2009). Abraham Lincoln as a Man of Ideas. Carbondale: Southern Illinois University Press. ISBN 978-0-8093-2861-1.
- Guelzo, Allen C. (2009). Lincoln: A Very Short Introduction (Very Short Introductions). Oxford University Press, USA. ISBN 978-0-19-536780-5.
- Guelzo, Allen C. (2012). Fateful Lightning: A New History of the Civil War and Reconstruction. New York: Oxford University Press. p. 593. ISBN 978-0-19-984328-2.
- Guelzo, Allen C. (2013). Gettysburg: The Last Invasion. Knopf. p. 656. ISBN 978-0-307-59408-2. Publicada en español como Gettysburg (Madrid: Desperta Ferro, 2020).
- Guelzo, Allen C. (2018). Reconstruction: A Concise History. Oxford University Press. p. 192. ISBN 978-0-1908-6569-6.

## Otras lecturas
- Mackaman, Tom (3 de abril de 2013). «Comprender a Lincoln: una entrevista con el historiador Allen Guelzo» (en inglés). World Socialist Web Site.